# Георги Топия
Георги Топия (на албански: Gjergj Topia, на италиански: Giorgio Topia; † 1392 г.) е средновековен албански благородник, владетел на Драч между 1388 и 1392 г.

## Живот
Георги Топия е първородният син на Карло Топия и Войслава Балшич.
През 1392 г. Георги Топия е принуден да отстъпи Драч на Венецианската република. През същата година той умира без да остави наследници. По-голямата част от земите му остават за сестра му Елена Топия, а малка част и за по-малката му сестра Войслава Топия.

## Семейство
Георги Топия се жени за Теодора Бранкович, дъщерята на болярина Бранко Младенович, родоначалника на сръбския род Бранковичи.